# Thomas Carrique
Thomas Carrique (Tarbes; 26 de febrero de 1999) es un futbolista francés. Juega como defensa y su equipo actual es la SD Ponferradina de la Primera Federación.

## Trayectoria
Carrique llega al fútbol base del Girondins de Burdeos en el año 2015. Realiza su debut con el primer equipo el 8 de diciembre de 2017, jugando los 90 minutos en una derrota por 0 a 3 contra el Racing Club de Estrasburgo.
El 31 de enero de 2020 sale cedido a la UD Logroñés de la antigua Segunda División B de España, pero solo llega a jugar un partido. Al volver de su cesión vuelve a salir cedido a la misma categoría, pero esta vez al CD Calahorra, donde disputa 21 partidos.
El 4 de agosto de 2021 se oficializa su incorporación por el Real Club Celta de Vigo para jugar en su filial en la nueva Primera RFEF. Tras dos temporadas en el filial celeste, el 12 de julio de 2023 se oficializa su incorporación por la SD Ponferradina de la misma categoría.

## Clubes
Actualizado al último partido disputado el 10 de junio de 2023.
| Club                     | País    | Año       | Partidos | Goles |
| ------------------------ | ------- | --------- | -------- | ----- |
| Girondins de Burdeos "B" | Francia | 2017-2020 | 43       | 0     |
| Girondins de Burdeos     | Francia | 2017-2021 | 2        | 0     |
| UD Logroñés (cesión)     | España  | 2020      | 1        | 0     |
| CD Calahorra (cesión)    | España  | 2020-2021 | 31       | 8     |
| Celta de Vigo "B"        | España  | 2021-2023 | 66       | 1     |
| SD Ponferradina          | España  | 2023-act. | 0        | 0     |